# گمینا مشنگتس
گمینا مشنگتس (به لهستانی:  Gmina Myszyniec) یک گمینا در لهستان است که در شهرستان اوستروونکا واقع شده‌است. گمینا مشنگتس ۲۲۸٫۵۹ کیلومتر مربع مساحت و ۱۰٬۱۸۲ نفر جمعیت دارد.